# Air Guinee

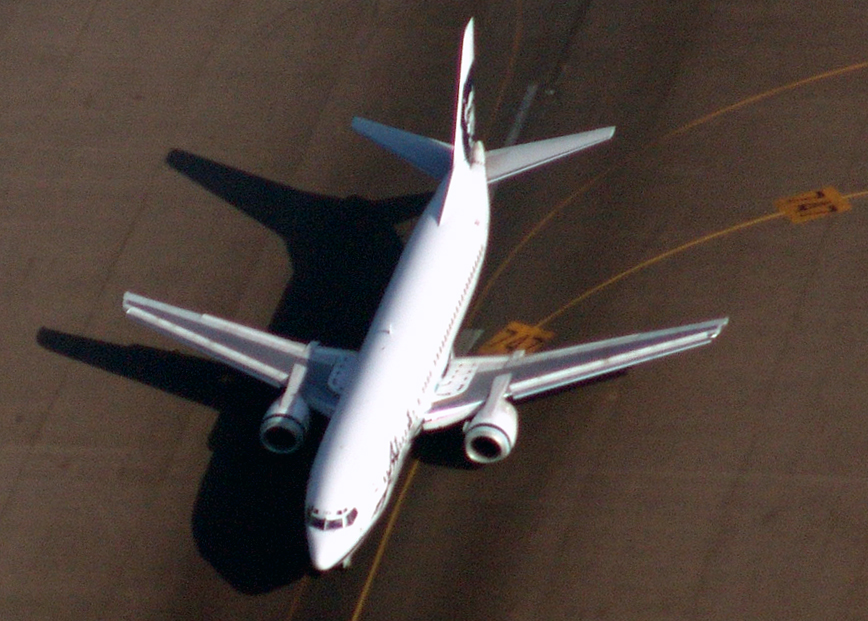
Modelo del Boeing 737 que utiliza Air Guinee.

Air Guinee es una aerolínea operativa en Guinea, con sede en su capital, Conakri.

## Código
- Código: GIB
- Nombre: Air Guinee

## Historia
Air Guinee fue fundada el 31 de diciembre de 1960, siendo reestructurada en 1992.

## Flota
- 4 Antonov An-12
- 4 Antonov An-24
- 1 Boeing 737-200C
- 1 Bombardier Dash 7